# ناجیه ایماق
ناجیه اَیماق (زادهٔ ۱۳۴۸ ولسوالی پل خمری، بغلان) سیاستمدار افغانستان و نمایندهٔ مردم بغلان در دوره‌های پانزدهم و شانزدهم مجلس نمایندگان می‌باشد. وی در مجلس شانزدهم نمایندگان افغانستان عضو کمیسیون امور داخلی می‌باشد.

## زندگی‌نامه
ناجیه ایماق زادهٔ ۱۳۴۸ خورشیدی از ولسوالی پل خمری، ولایت بغلان می‌باشد. وی تحصیلات مدرسه‌ای خود را در لیسهٔ اسلام‌قلعهٔ پل‌خمری به پایان رسانیده و توانسته‌است مدرک لیسانس خود را در رشتهٔ ادبیات از دانشگاه پیداگوژی کابل بدست آورد. پس از آن بیشتر در عرصهٔ تدریس و آموزش فعالیت کرده‌است.

## دیگر فعالیت‌ها
دیگر فعالیت‌های ایشان:
- استاد مکتب فاطمه زهرا (۱۳۷۰–۱۳۷۳).
- استاد دانشگاه بغلان (۱۳۷۵–۱۳۸۰).
- رئیس مؤسسهٔ تربیت معلم در دو دوره (۱۳۷۳–۱۳۷۵) و (۱۳۸۰–۱۳۸۴) ولایت بغلان.
- عضو لویه جرگهٔ اضطراری.
- مأمور در تصدی زغال سنگ شمال به مدت سه ماه.
- نمایندهٔ مردم بغلان در دورهٔ پانزدهم مجلس نمایندگان.